# Discografia degli N.W.A
Questa che segue è la discografia degli N.W.A, gruppo musicale hip hop statunitense, dagli esordi fino a oggi.

## Album

### Album in studio
| Anno                                                                                               | Titolo | Classifiche | Classifiche | Classifiche | Classifiche | Classifiche | Classifiche | Classifiche | Classifiche | Classifiche | Certificazioni                   |
| Anno                                                                                               | Titolo | US          | US Cat.     | US Dig.     | US R&B      | AUS         | GER         | IRL         | NZL         | UK          | Certificazioni                   |
| -------------------------------------------------------------------------------------------------- | --- | ----------- | ----------- | ----------- | ----------- | ----------- | ----------- | ----------- | ----------- | ----------- | -------------------------------- |
| 1988                                                                                               | Straight Outta Compton - Pubblicato: 9 agosto 1988 - Etichetta: Ruthless, Priority - Formati: CD, LP, MC, download digitale | 4           | 1           | 3           | 9           | 8           | 36          | 7           | 43          | 35          | - UK: Platino - USA: Platino (3) |
| 1991                                                                                               | Niggaz4Life - Pubblicato: 28 maggio 1991 - Etichetta: Ruthless, Priority - Formati: CD, LP, MC, download digitale           | 1           | —           | —           | 2           | —           | —           | —           | —           | 25          | - USA: Platino                   |
| "—" indica una pubblicazione che non si è classificata o che non è stata pubblicata in quel Paese. | |             |             |             |             |             |             |             |             |             |                                  |

### Raccolte
| Anno                                                                                               | Titolo | Classifiche | Classifiche | Classifiche | Classifiche | Classifiche | Classifiche | Classifiche | Classifiche | Certificazioni               |
| Anno                                                                                               | Titolo | US          | US Cat.     | US Dig.     | US R&B      | AUS         | IRL         | NZL         | UK          | Certificazioni               |
| -------------------------------------------------------------------------------------------------- | --- | ----------- | ----------- | ----------- | ----------- | ----------- | ----------- | ----------- | ----------- | ---------------------------- |
| 1987                                                                                               | N.W.A. and the Posse - Pubblicato: 6 novembre 1987 - Etichetta: Macola - Formati: LP                                                                         | —           | —           | —           | 39          | —           | —           | —           | —           | - USA: Oro                   |
| 1996                                                                                               | Greatest Hits - Pubblicato: July 2, 1996 - Etichetta: Ruthless, Priority - Formati: CD, LP                                                                   | 48          | 5           | 22          | 20          | 9           | 50          | 43          | 49          | - UK: Oro - USA: Oro         |
| 1999                                                                                               | The N.W.A Legacy, Volume 1: 1988-1998 - Pubblicato: 23 marzo 1999 - Etichetta: Ruthless, Priority - Formati: CD, LP, MC                                      | 77          | —           | —           | 42          | —           | —           | —           | —           | - UK: Argento - USA: Platino |
| 2002                                                                                               | The N.W.A Legacy 2 - Pubblicato: 27 agosto 2002 - Etichetta: Ruthless, Priority - Formati: CD, MC                                                            | 154         | —           | —           | 38          | —           | —           | —           | —           |                              |
| 2006                                                                                               | The Best of N.W.A - The Strength of Street Knowledge - Pubblicato: 26 dicembre 2006 - Etichetta: Ruthless, Priority - Formati: CD, LP, MC, download digitale | 72          | 6           | —           | 47          | 33          | —           | —           | —           | - UK: Argento                |
| 2008                                                                                               | N.W.A and Their Family Tree - Pubblicato: 30 settembre 2008 - Etichetta: Ruthless, Priority - Formati: CD, download digitale                                 | —           | —           | —           | 38          | —           | —           | —           | —           |                              |
| "—" indica una pubblicazione che non si è classificata o che non è stata pubblicata in quel Paese. | |             |             |             |             |             |             |             |             |                              |

## Singoli
| Titolo                   | Album                  | Posizione in classifica | Posizione in classifica | Posizione in classifica | Posizione in classifica | Anno |
| Titolo                   | Album                  | Billboard Hot 100       | USA R'n'B/Hip-Hop       | USA Rap                 | UK Singles Chart        | Anno |
| "Straight Outta Compton" | Straight Outta Compton | -                       | -                       | -                       | -                       | 1988 |
| "Gangsta Gangsta"        | Straight Outta Compton | -                       | #91                     | #11                     | #70                     | 1988 |
| "Express Your Self"      | Straight Outta Compton | -                       | #45                     | #2                      | #26                     | 1989 |
| "100 Miles and Runnin'"  | 100 Miles and Runnin'  | -                       | #51                     | #2                      | #38                     | 1990 |